# Tielt
Tielt este un oraș neerlandofon situat în provincia Flandra de Vest, regiunea Flandra din Belgia. La 1 ianuarie 2008 avea o populație totală de 19.474 locuitori. 

## Geografie
Comuna actuală Tielt a fost formată în urma unei reorganizări teritoriale în anul 1977, prin înglobarea într-o singură entitate a 4 comune învecinate. Suprafața totală a comunei este de 68,50 km². Comuna este subdivizată în secțiuni, ce corespund aproximativ cu fostele comune de dinainte de 1977. Acestea sunt:
| - I. Tielt - II. Schuiferskapelle - III. Kanegem - IV. Aarsele |

Localitățile limitrofe sunt:
- Comuna Dentergem:
  - a. Dentergem
- Comuna Oostrozebeke:
  - b. Oostrozebeke
- Comuna Meulebeke:
  - c. Meulebeke
- Comuna Pittem:
  - d. Pittem
  - e. Egem
- Comuna Wingene:
  - f. Wingene
- Comuna Ruiselede:
  - g. Ruiselede
- Comuna Aalter:
  - h. Poeke
- Comuna Deinze:
  - i. Winkt
  - j. Wontergem

## Localități înfrățite
- Franța: Brignoles;
- Italia: Brunico.
- România: Roman

1. ↑  Crossroad Bank of Enterprises, accesat în 15 iulie 2023